# Англси
Англси (енгл. Anglesey) је једно од Британских острва које припада Уједињеном Краљевству, односно Велсу. Налази се у Ирском мору. Површина острва износи 714 km². Према процени из 2005. на острву је живело 69.000 становника.